# Vlag van Montigny-le-Tilleul
De vlag van Montigny-le-Tilleul is op onbekende datum bij raadsbesluit vastgesteld als de vlag van de Henegouwse gemeente Montigny-le-Tilleul. De vlag kan als volgt worden beschreven:
Vier even hoge banen van geel, van blauw, van wit en van paars.
De vlag komt overeen met het vlagontwerp van de Raad van Heraldiek en Vexillologie (Frans: Conseil d’héraldique et de vexillologie). Het is een combinatie van de traditionele kleuren van Landelies en Montigny-le-Tilleul.